# يوهان مولو

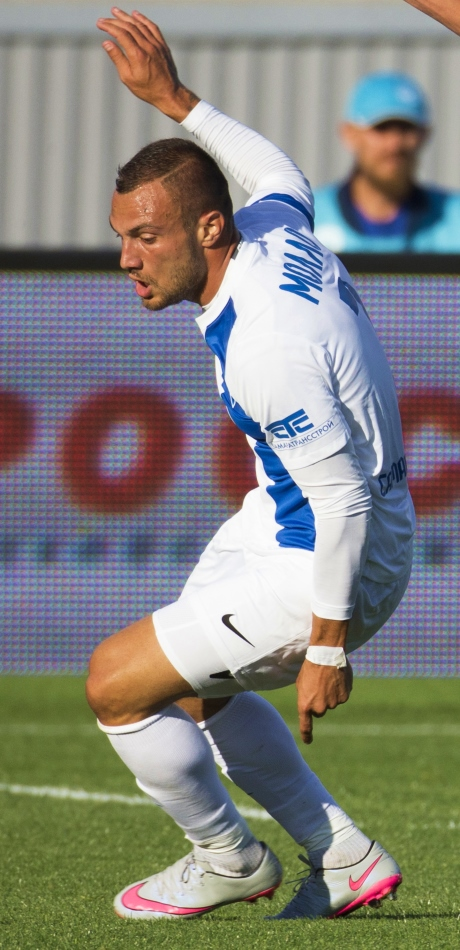

يوهان مولو (بالفرنسية: Yohan Mollo)‏ (مواليد 18 يوليو 1989 في مارتيغس - فرنسا) لاعب كرة قدم فرنسي في مركز الجناح الأيمن كما يجيد اللعب في مركز الجناح الأيسر .

## روابط خارجية
- يوهان مولو على موقع رابطة كرة القدم الفرنسية للمحترفين (الإنجليزية)
- يوهان مولو على موقع قاعدة بيانات كرة القدم.إي يو (الإنجليزية)
- يوهان مولو على موقع ليكيب (الفرنسية)
- يوهان مولو على موقع Soccerway.com (الإنجليزية)
- يوهان مولو على موقع عالم كرة القدم.نت (الإنجليزية)
- يوهان مولو على موقع كووورة
- يوهان مولو على موقع AS.com (الإسبانية)